# Campomorone
Campomorone (ligur nyelven Canpomon) település Olaszországban, Liguria régióban, Genova megyében. Lakosainak száma 6476 fő (2023. január 1.). Campomorone Bosio, Ceranesi, Fraconalto, Genova, Mignanego és Voltaggio községekkel határos.

## Népesség
A település népességének változása:
| Lakosok száma | 6956 | 6849 | 6476 |
|               | 2017 | 2018 | 2023 |